# Gloria Ehret
Pour les articles homonymes, voir Ehret.
Gloria Ehret, née le 23 août 1941 à Allentown (États-Unis), est une golfeuse professionnelle américaine.
Elle y est l'une des meilleures golfeuses du circuit dans les années 1960 et 1970 remportant un tournoi majeur - le Championnat de la LPGA en 1966. Elle compte au total trois victoires professionnelles, dont deux sur le circuit LPGA. 

## Palmarès

### Victoires professionnelles
| N° | Date       | Circuit principal | Tournoi                | Score           | Par | Marge   | Finaliste     |
| -- | ---------- | ----------------- | ---------------------- | --------------- | --- | ------- | ------------- |
|    | 25/09/1966 | LPGA              | Championnat de la LPGA | 70-70-67-75=282 | - 2 | 3 coups | Mickey Wright |